# Stephanie Hollenstein
Pour les articles homonymes, voir Hollenstein.
Stephanie Hollenstein, née le 18 juillet 1886 à Lustenau et morte le 24 mai 1944 à Vienne est  une peintre expressionniste autrichienne connue pour ses paysages et ses natures mortes.
Bien que membre du parti nazi, elle tente de défendre ses collègues artistes des accusations de dégénérescence dont ils font l'objet, souvent sans succès.

## Biographie

### Famille
Stephanie Hollenstein est née dans une famille de paysans d'origine alémanique et est la dernière d'une famille de 5 enfants. Adolescente, elle travaille comme vachère. Ses premières peintures sont réalisées à cette époque avec des pinceaux fait à partir de poils d'animaux et ses couleurs viennent de baies et représentent des animaux, des bergers.

### Formation
En novembre 1904, elle est admise en cours d'année scolaire et sans examen d'entrée à l'École royale des arts appliqués de Munich, grâce à ses dessins de troupeaux de vaches. Après y avoir terminé sa formation en juin 1908 et forte de sa certification d’enseignante, elle ouvre, de 1908 à 1910, une petite école de peinture à Schwabing, quartier bohémien d'une ville ayant une forte activité artistique. C'est dans ce quartier qu'elle continue sa formation grâce à Hermann Groeber and Walter Thor qui lui apprennent à dessiner des portraits. Elle se retrouve confrontée aux différents mouvements artistiques de l’époque tels que le postimpressionnisme et le modernisme ainsi qu'aux idées qui donneront naissance au nazisme. En 1913, sur la recommandation de Franz Defregger, elle obtient une bourse qui lui permet d'étudier pendant un an en Italie et quitte Munich pour de bon. De 1913 au début de 1914, elle visite Venise, Florence et Rome, où elle suit des cours de l'Académie de France à Rome à la Villa Medicis.

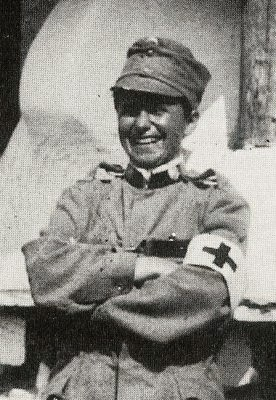
Stephanie Hollenstein au cours de la Première Guerre mondiale.

### Première Guerre mondiale
Au début de la Première Guerre mondiale, elle suit une formation d’infirmière avec la Croix-Rouge mais sa constitution fragile ne lui permet pas de servir sur le front austro-hongrois,. Frustrée par ce refus, elle s’enrôle dans le bataillon local des Standschützen (en) en mai 1915 sous le nom de Stephan Hollenstein. Elle sert dans les Dolomites et y est remarquée pour son courage,. Elle fait partie des premiers récipiendaires de la Croix des Troupes de Charles pour avoir servi plus de 90 jours sur le front. C'est également la seule femme à avoir porté un uniforme pour l’Armée austro-hongroise au cours de ce conflit.

Bien que ses compagnons d'armes soient au courant de la supercherie, ses supérieurs ne la démasquent pas avant plusieurs mois. Cet incident attire cependant l'attention du public et elle est affectée comme peintre de guerre pour le Kriegspressequartier (de) (Bureau de presse de guerre). À ce titre, elle est envoyée au front à trois reprises entre janvier et mars 1916,. Elle continue ensuite de travailler pour le Musée d'histoire militaire de Vienne jusqu'en 1917 et peint des portraits d'officiers.

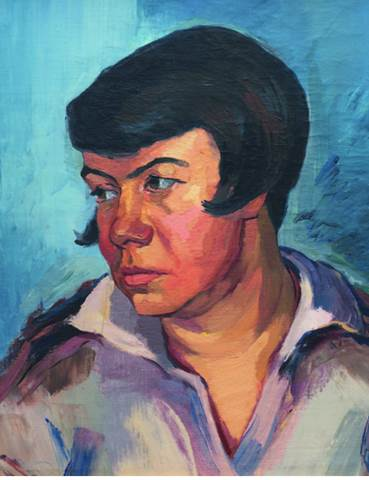
Portrait par l'artiste de Franziska Groß, compagne de Stephanie Hollenstein.

Elle loue un atelier à Vienne dès mars 1916. et vit avec sa compagne, Franziska Groß (1900-1973), qui devient ensuite médecin. Elle expose au Künstlerhaus et avec les artistes de la Sécession viennoise et du Hagenbund. Le Sonderbund lui demande d'exposer en 1921.
En 1923, elle est membre de Vereinigung bildender Künstlerinnen Österreichs (VBKÖ, Association des femmes artistes d'Autriche, puis, en 1926, elle rejoint Wiener Frauenkunst (de) après des conflits internes.
Ses activités sont interrompues pendant un certain temps en 1928, à la suite d'une double fracture de la cheville, mais elle se fait soigner par Lorenz Böhler, médecin crédité pour avoir établi le domaine de la chirurgie traumatique. Elle récupère complètement et fait de nombreux voyages à travers l'Allemagne, l'Italie et la Suisse jusqu'en 1932.

### Années nazies
Dans les années 1930, elle est attirée par le Männlichkeitskult (culte de la masculinité) et les idéaux militaires promus par les nazis. Sa bibliothèque personnelle contient par exemple un ouvrage dédicacé d'Emil Fey, nationaliste autrichien, qui contient des thèses sur le pouvoir masculin. En secret, elle devient membre du parti nazi (alors qu'il est encore officiellement interdit en Autriche) et est récompensée par le NDSAP local pour son activisme. Elle l'intègre officiellement le 1er mai 1938, après l'Anschluss.
Elle gagne sa vie en tant que menuisière.
Sur le plan artistique, son statut se renforce. Hans Ankwicz-Kleehoven (de) rédige sa longue biographie dans Thieme-Becker en 1924. Elle reçoit le prix d'État autrichien de peinture en 1931 et 1932 et le prix Marianne Hainisch en 1931. Elle expose régulièrement à l'Association d'art de Munich (de) et ses travaux sont exposés à Vienne, Brégence, Zurich, Berlin, Stockholm et Londres.
Son parcours de femme-soldat attire l'attention. En 1938, le GEDOK (Association de femmes artistes d'Allemagne et d'Autriche) lui consacre une rétrospective sur le thème « Vachère, Ambulancier et Peintre » et commente « Quel homme ce fut ! ». Elle se voit décorée de la Croix d'honneur en 1940 en tant que vétéran de la Première Guerre mondiale.
En 1938 et jusqu'en 1943, elle est présidente de la Vereinigung Bildender Künstlerinnen der Reichsgaue der Ostmark (Association des femmes artistes du Reichsgau d'Autriche), ce qui fait d'elle l'artiste la plus influente du Troisième Reich en Autriche.
Durant son mandat, elle défend avec succès le sculpteur Albert Bechtold qui propose un monument aux morts, ce qui n'est pas le cas d'autres artistes confrontés à des accusations d'art « dégénéré ». Par le biais de ses relations avec les politiciens nazis Baldur von Schirach et Arthur Seyss-Inquart, elle obtient de nombreuses aides pour les femmes artistes, ce qui n’était jamais arrivé aux femmes  pendant l'empire Allemand ou la République de Weimar.
Une candidature au titre de professeur lui est refusée au motif qu'elle est une artiste strictement locale dont le travail ne montre pas un bon exemple.
Elle démissionne de son poste pour des raisons de santé. L'année suivante, elle subit une crise cardiaque et décède peu de temps après.
Elle est inhumée à Lustenau.

## Hommage
Stephanie Hollenstein est une des rares peintres autrichiennes à bénéficier d'une collection d'archives et d'une galerie. Une galerie d'art municipale nommée en son honneur est ouverte en 1971 où plus de 1114 de ses œuvres sont conservées.
En 2019, le Belvédère organise une rétrospective sur les artistes femmes de Vienne de 1900 à 1938 dont elle fait partie.

## Galerie

Œuvres de Stephanie Hollenstein
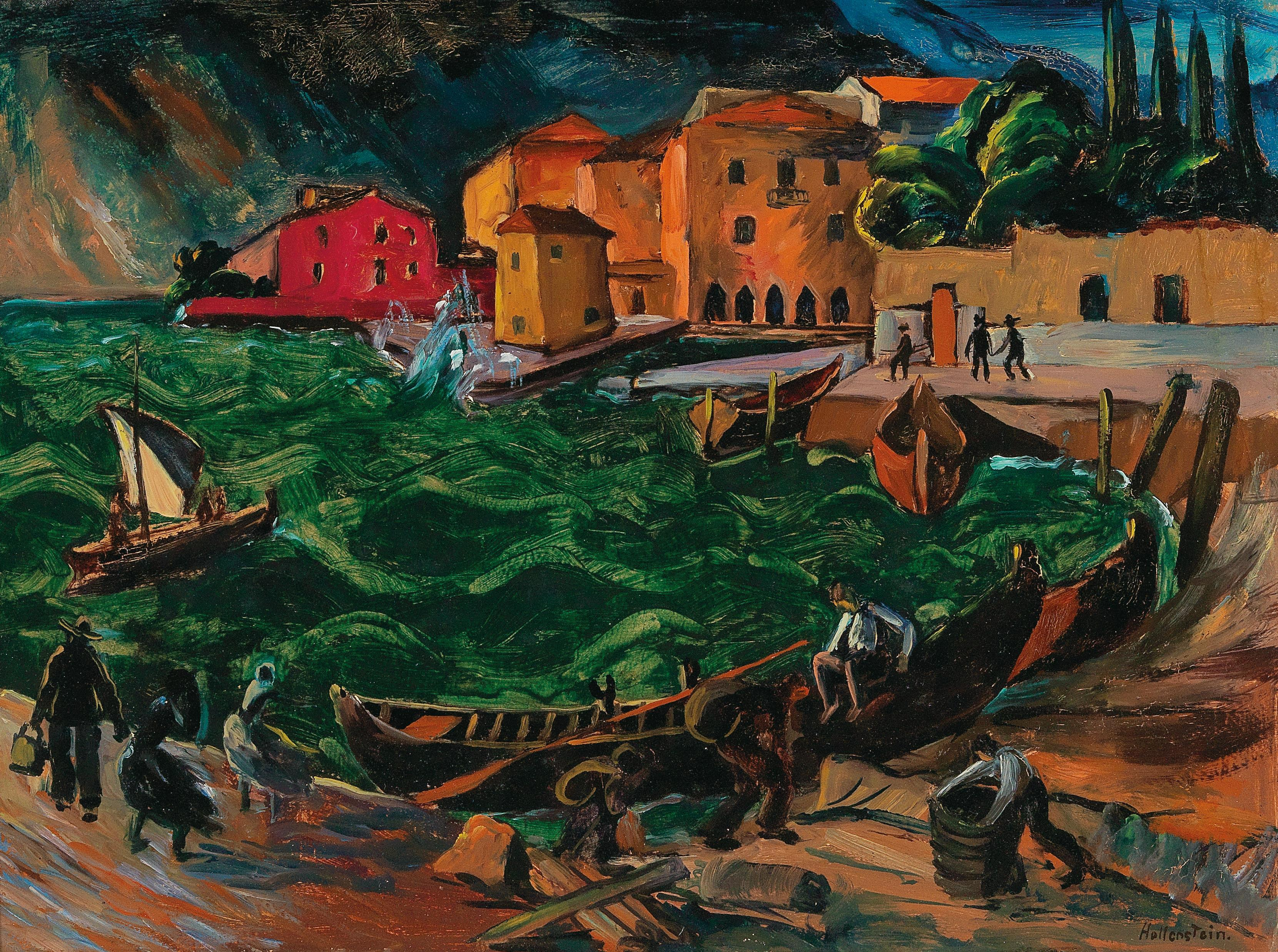
Aus Torbole (1925).
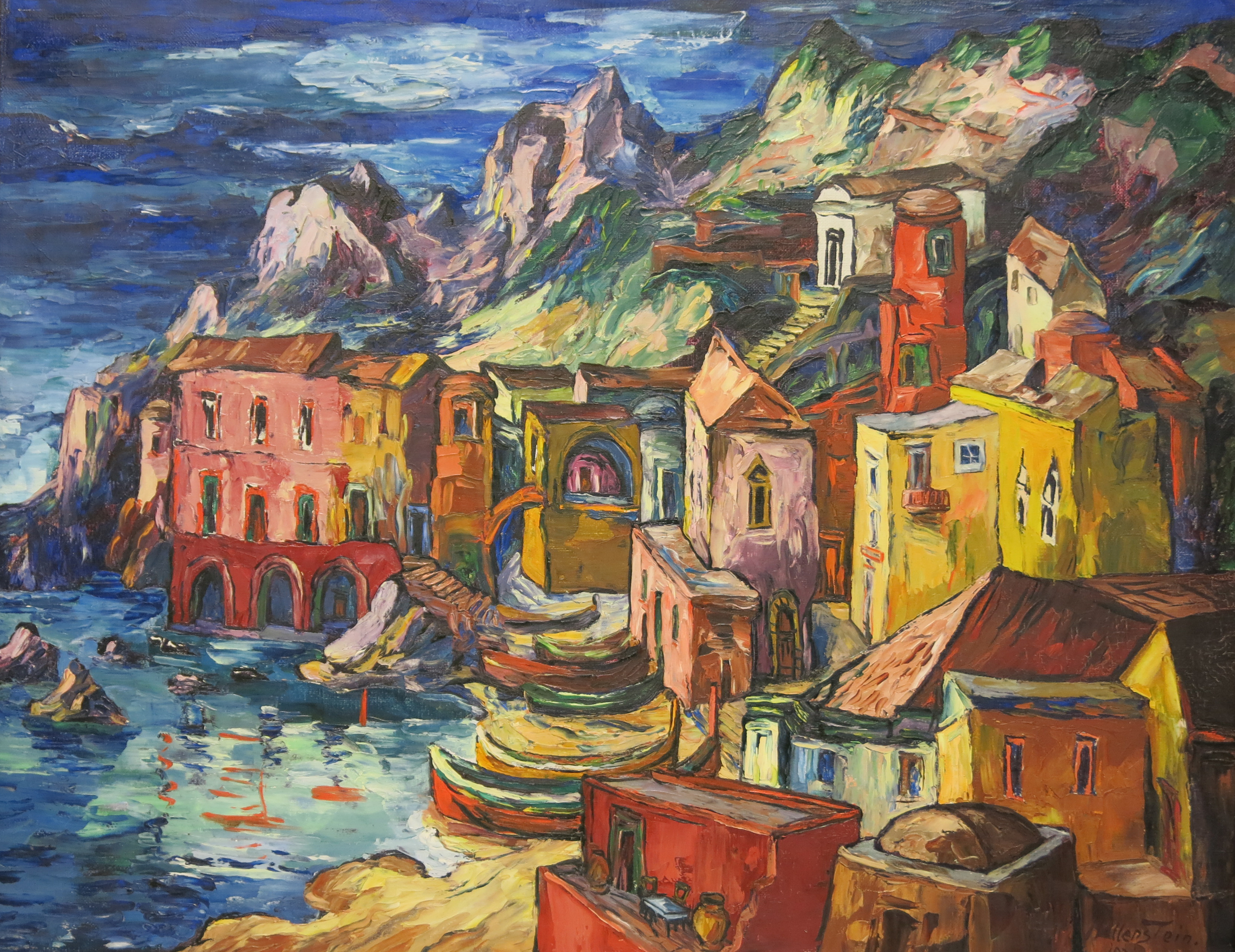
Cetara (1931), Galerie Hollenstein.
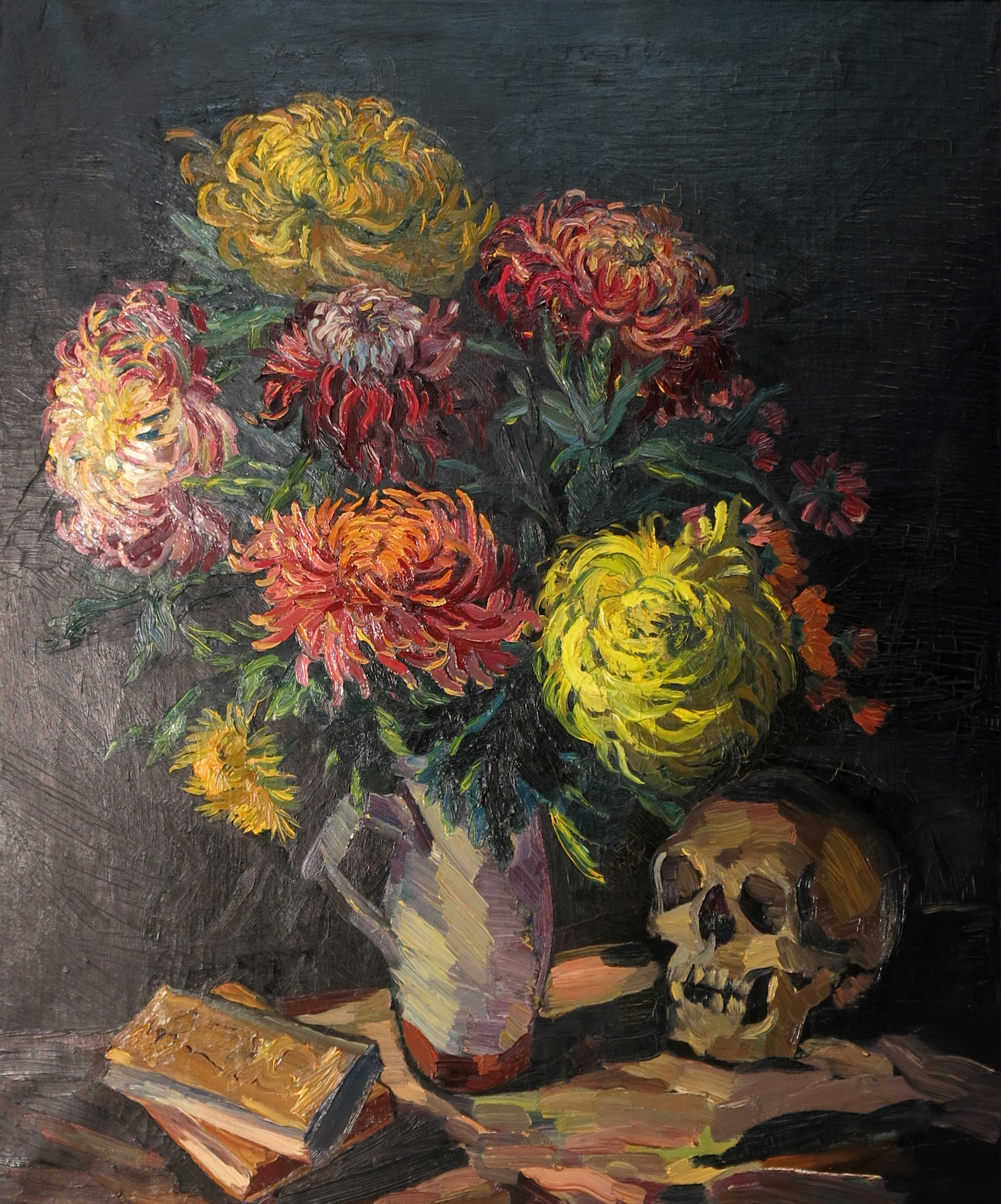
Chrysanthèmes avec crâne et deux livres (1924), Galerie Hollenstein.
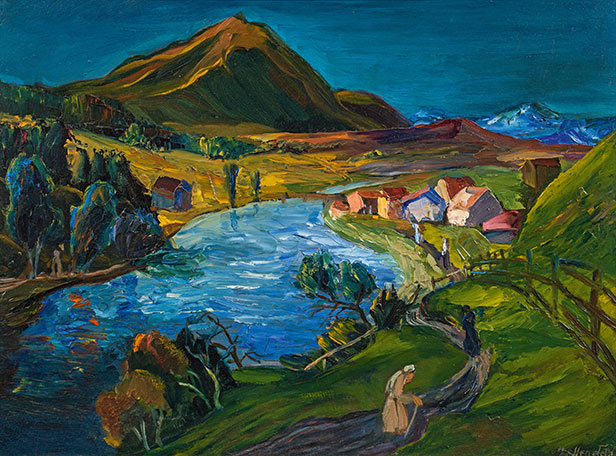
Paysage avec auberge (c. 1930).
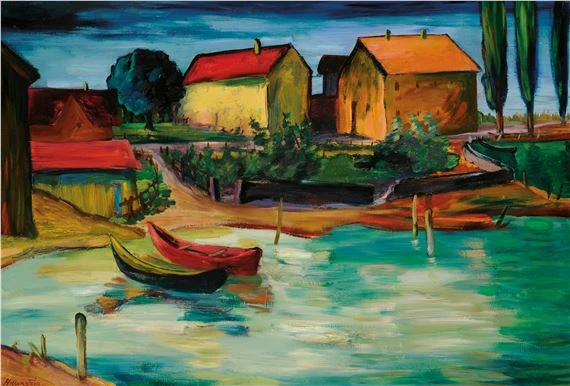
Fischerhäuser am Bodensee (c. 1935).
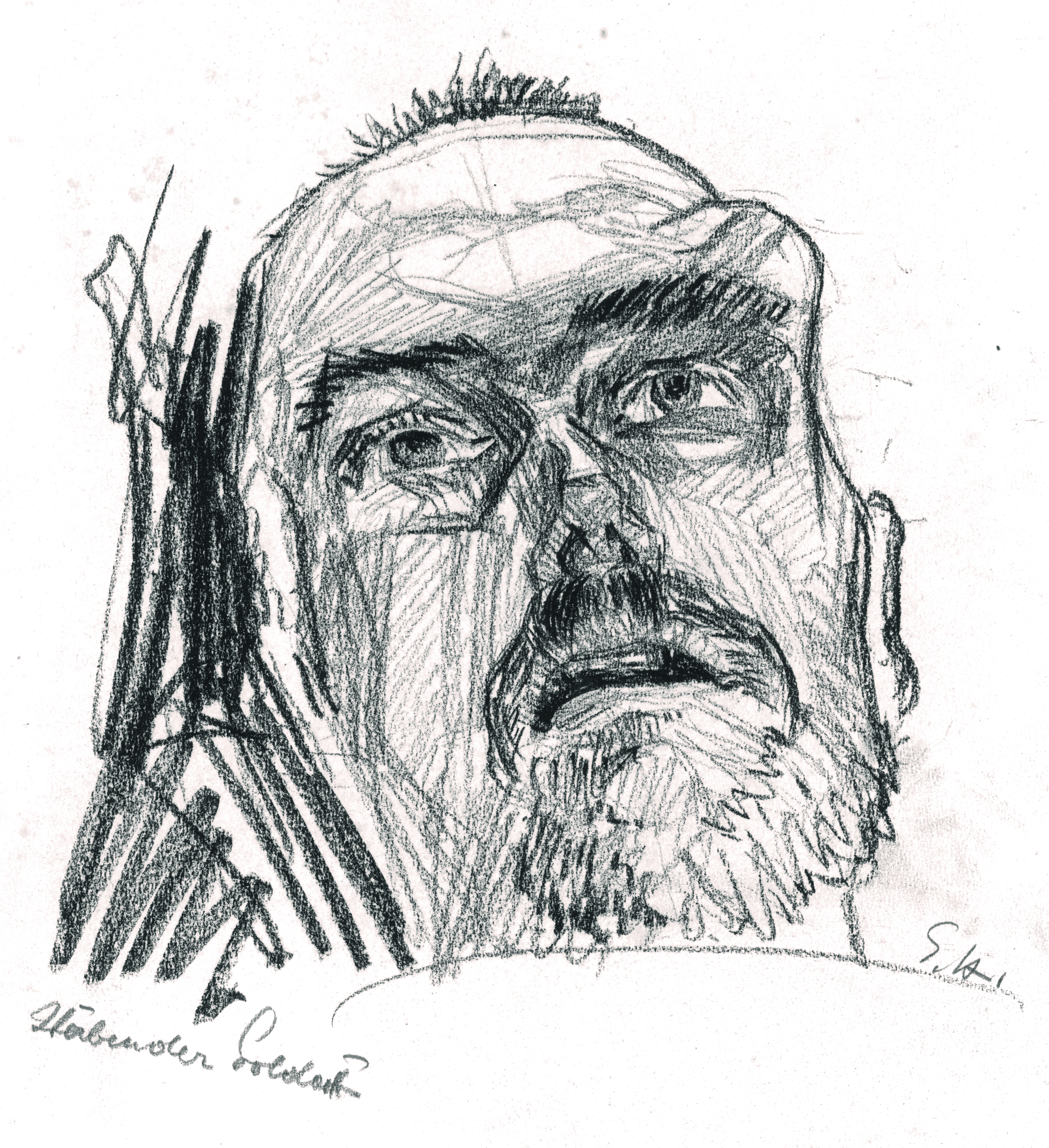
Soldat mourant (1917), Galerie Hollenstein.